# Kedung Ombo
Kedung Ombo is een bestuurslaag in het regentschap Nganjuk van de provincie Oost-Java, Indonesië. Kedung Ombo telt 6017 inwoners (volkstelling 2010).